# استفتاء مين 2016
استفتاء مين 2016 أجريت خمسة استفتاءات في ولاية مين بالولايات المتحدة في 8 نوفمبر 2016 جنبًا إلى جنب مع انتخابات الولاية والانتخابات الوطنية. كلها مقترحات مقدمة من المواطنين، والتي تغطي:
- تقنين الماريجوانا: تقنين مقترح للاستخدام الترفيهي للماريجوانا في الولاية لمن تزيد أعمارهم عن 21 عامًا، وفرض ضريبة بنسبة 10 في المائة على بيعها.
- تمويل التعليم: اقتراح لزيادة المساعدة الحكومية للمدارس العامة من خلال فرض رسوم إضافية بنسبة 3٪ على ضرائب الدخل الحكومية لمن يزيد دخلهم عن 200 ألف دولار سنويًا.
- عمليات التحقق من الخلفية: اقتراح لطلب إجراء فحوصات خلفية لجميع عمليات نقل الأسلحة تقريبًا في الولاية، مع بعض الاستثناءات.
- الحد الأدنى للأجور في الولاية: زيادة مقترحة في الحد الأدنى للأجور في ولاية ماين من 7.50 دولارات للساعة إلى 12 دولارًا للساعة بحلول عام 2020، بالإضافة إلى زيادة الحد الأدنى للأجور للموظفين الذين يتلقون إكرامية تدريجياً إلى نفس المستوى بحلول عام 2024.
- إصلاحات التصويت: تغيير نظام التصويت في الولاية من التصويت التعددي إلى التصويت الاختياري المصنف (المعروف أيضًا باسم التصويت الفوري).

هذا العدد من الأسئلة هو الأكثر ظهورًا في بطاقة اقتراع واحدة في تاريخ ولاية ماين، حيث يتجاوز مناسبتين عندما كانت أربعة أسئلة على ورقة الاقتراع.